# Наманганский уезд
Наманганский уезд — административно-территориальная единица Ферганской области Туркестанского генерал-губернаторства. Административный центр − г. Наманган.

## История
Уезд был образован в 1875 году ещё до присоединении к Российской империи Кокандского ханства и создания Ферганской области. Тогдашний хан Насриддин заключил в сентябре 1875 года мирное соглашение с генералом Кауфманом, предусматривающее передачу Российской империи северной части Ферганской долины. Вскоре он был свергнут повстанцами и бежал в Ташкент, а оставшаяся часть ханства также включена в состав империи.

## География
Наманганский уезд располагался на северо-западе Ферганской области. 

## Административное деление
В 1910 году в уезде было 27 волостей:
| - Алмазская, - Арымская, - Ахсы-Шахандская, - Аштская, - Бабадарханская, - Багышская, - Баастанская, - Варзикская, - Касанская, - Кенинская, - Киргиз-Курганская, - Кутлук-Саидская, - Кырк-Угульская, - Нанайская | - Нанская, - Пишкаранская, - Саруйская, - Сусамырская, - Тергаучинская, - Тюра-Курганская, - Уйчинская, - Хан-Абадская, - Чадакская, - Чартакская, - Чаткальская, - Чустская, - Янги-Курганская — Янгикурган. |

## Население
В 1896 году в уезде проживало 208 940 человек. Население состояло из сартов, киргизов и таджиков.

## Экономика
В уезде было развито земледелие Возделывались пшеница, ячмень, рис, просо, дурра и  хлопчатник. Важное значение имело шелководство, садоводство и огородничество. 
Скотоводство было развито слабо. 
Промышленные предприятия имели в основном кустарно-ремесленный характер.